# Giao thông Lào
Bài này nói về hệ thống giao thông ở Lào, một quốc gia nằm trên bán đảo Đông Dương và không giáp biển.

## Đường sắt

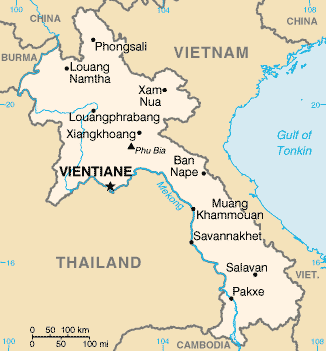
Bản đồ Lào

Hiện không có tuyến đường ray lớn ở Lào. Năm 2007 người ta xây một tuyến đường sắt dài 3,5 km có khổ đường 1 m nối với Thái Lan thông quan Cầu Hữu nghị Thái-Lào. Người ta đang khảo sát một tuyến dài 12 km vào Viêng Chăn. Lào không có bất kỳ kết nối bằng đường sắt nào với các nước láng giềng dù đang có đề xuất kết nối với Hà Tĩnh. Các nước xung quanh Lào có chung khổ đường 1 m, kể cả tuyến đường sắt Vân Nam.
Các tuyến đường sắt là:
- Đường sắt Nong Khai - Thanaleng (đi vào hoạt động từ năm 2009)
- Đường sắt Viêng Chăn – Boten (đã đi vào hoạt động từ cuối năm 2021)
- Đường sắt Viêng Chăn - Vũng Áng (đang xây dựng)

## Đường bộ
Lào có tổng cộng 21.716 km đường bộ, chỉ có 9673 km trong số này là có trải mặt đường (đá, nhựa) còn 12.042 là không có mặt đường được rải đá hoặc nhựa. Theo luật Lào, lái xe đi bên phải. Lào đã xây tuyến đường kết nối Savannakhet với Lao Bảo từ nguồn vốn của Nhật Bản.

## Vận tải đường thủy
Lào có khoảng 4.587 km đường thủy có thể vận tải bằng tàu thuyền được, chủ yếu là trên sông Mê Kông và các chi lưu của nó. Có khoảng 2897 km đường thủy cho thuyền nhỏ.

## Đường ống
Lào có 136 km đường ống dẫn sản phẩm dầu.

## Sân bay
Lào có 52 sân bay, trong đó có 9 sân bay có đường băng có trải nhựa/bê tông, 43 đường băng bằng đất. Chỉ có sân bay quốc tế Wattay có đường băng dài hơn 2.438m, còn lại có chiều dài từ 1.524-2.437 m, có 4 sân bay có đường băng dài từ 914-1.523 m. Trong số các sân bay có đường băng không rải nhựa/bê tông, 1 sân có đường băng dài hơn 1.524m, 17 sân bay có đường băng dài từ 914-1.523 m, còn lại 25 sân bay có đường băng ngắn hơn 914m.